# نابخردی‌های پیش‌بینی‌پذیر
نابخردی‌های پیش‌بینی‌پذیر: نیروهای پنهانی که به تصمیم ما شکل می‌دهند (انگلیسی: Predictably Irrational: The Hidden Forces That Shape Our Decisions) نام کتابی است که دن اریلی نوشته شده و در آن نویسنده فرضیاتی که افراد بر اساس آن تصمیم می‌گیرند را به چالش می‌کشد. خود نویسنده درباره این کتاب گفته هدف من این بود که در انتهای کتاب شما به‌صورت اساسی دوباره درباره  اینکه چه چیز شما و افراد پیرامونتان را به حرکت وادار می‌کند تفکر کنید.  تمرکز اصلی مطالب کتاب بر شرح نیروهای پنهانی است که در واقعیت تصمیم‌گیری‌های ما را هدایت می‌کنند. هدایت نیروهای پنهان باعث می‌شود تصمیم‌های ما کمتر از آنچه می‌اندیشیم، خردمندانه و عاقلانه باشد. با آگاهی نسبت به چنین نیروهایی ما می‌توانیم در تصمیم‌گیری‌های عاقلانه‌تر به خودمان کمک کنیم تا بهتر با دیگران در تعامل و ارتباط باشیم، شادتر زندگی کنیم و امور مالی‌مان را بهتر کنترل کنیم.